# Pascal Roller
Pascal Roller (Heidelberg, 20 de novembro de 1976) é um ex-basquetebolista profissional alemão atualmente aposentado e durante 12 temporadas jogou pelo Frankfurt Skyliners.

## Carreira
Roller integrou o elenco da Seleção Alemã de Basquetebol nas Olimpíadas de 2008